# Manor Studio

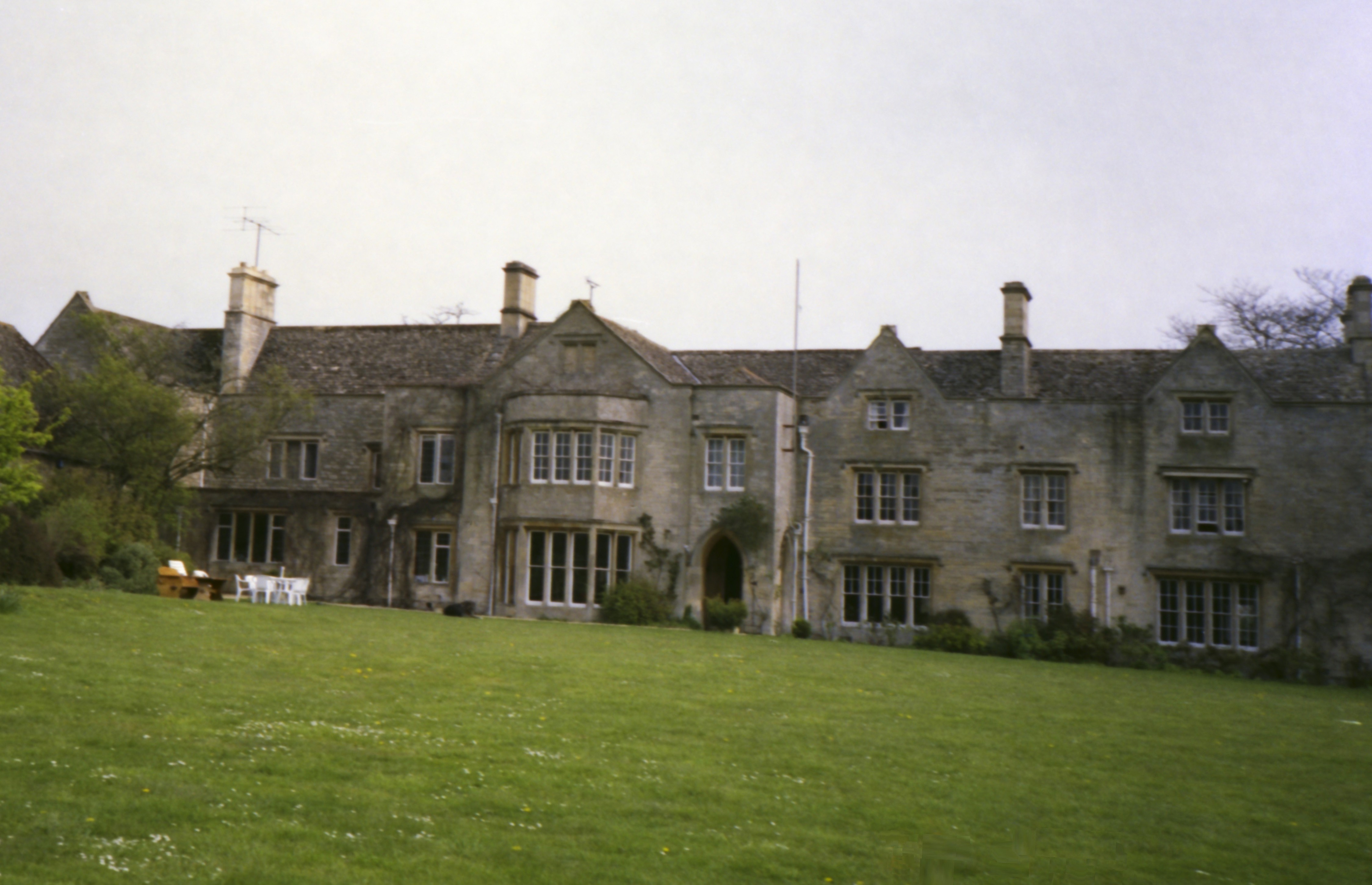
Il Manor nel 1990

Il Manor Studio, detto anche The Manor, era uno studio di registrazione allestito in un maniero situato nel villaggio di Shipton-on-Cherwell in Oxfordshire, Inghilterra, a nord di Oxford. È stato il primo studio di registrazione in una residenza del Regno Unito, l'idea era già stata messa in pratica nel 1969 dal musicista francese Michel Magne nel Château d'Hérouville, vicino a Parigi.
La costruzione era stata acquistata da Richard Branson, l'allora ventunenne "patron" della Virgin Records, ma anche musicisti di altre etichette discografiche se ne sono serviti.
Tra i primi ad incidere vi furono Mike Oldfield, che qui registrò il suo famoso Tubular Bells, la Bonzo Dog Doo-Dah Band e la cantante folk Sandy Denny, che vi realizzò il suo secondo album da solista, Sandy, nel marzo del 1972. Negli oltre vent'anni di attività, grazie alla sua strumentazione di avanguardia, fu uno degli studi più richiesti dai musicisti più quotati di tutto il mondo.
Un'altra iniziativa di Branson, nel 1973, fu la creazione di studi di registrazione equipaggiatissimi all'interno di enormi camion che si spostavano per incidere album, tali macchine furono chiamate "Manor Mobile".
Nell'aprile del 1995, dopo l'acquisizione della Virgin da parte della EMI, The Manor fu chiuso come studio di registrazione e divenne la residenza del marchese di Headfort. Secondo la rivista musicale britannica NME, è stato messo in vendita nel 2010 per la cifra di 5,75 milioni di sterline.

## Strumentazione e servizi
Nel 1973 la strumentazione ed i servizi offerti dal Manor erano i seguenti:
| Registrazioni fino a 16 tracce Locazione a soli 60 minuti d'auto da Londra Parco annesso di 100 acri Ingegneri del suono residenti Cuochi residenti Stanze per produttori discografici, partner dei musicisti e roadies Registrazioni 24 ore su 24 Pasti e pernottamenti gratis Prezzi competitivi | Mixer con 20 canali Equalizzazione Sistema Dolby A per la riduzione dei rumori di sottofondo Impianto di registrazione quadrifonico Effetto Phaser Nastri tamburi e piatti programmati per generare effetti di eco Pianoforte a coda Sale di registrazione per quaranta musicisti |

## Lista parziale di album incisi al Manor
- 1971-1972 Let's Make Up and Be Friendly - Bonzo Dog Doo-Dah Band, i primi ad incidere al Manor nel novembre del 1971
- 1971 Rock On - The Bunch con Sandy Denny, Richard Thompson Trevor Lucas ed altri.
- 1972 Sandy - Sandy Denny
- 1972 The Academy in Peril - John Cale
- 1972-1973 Mekanïk Destruktïw Kommandöh - Magma
- 1972-1973 Flying Teapot - Gong
- 1972-1973 Tubular Bells - Mike Oldfield
- 1973 Men Opening Umbrellas Ahead - Vivian Stanshall
- 1973 Double Diamond - If
- 1973 Leg End - Henry Cow
- 1973 Faust IV - Faust
- 1974 Hatfield and the North - Hatfield and the North
- 1974 Dandruff - Ivor Cutler
- 1974 You - Gong
- 1974 Unrest - Henry Cow
- 1974 Ghosts - Strawbs
- 1974 Rock Bottom - Robert Wyatt
- 1974 Slapp Happy - Slapp Happy
- 1975 Desperate Straights - Slapp Happy/Henry Cow
- 1975 Ruth Is Stranger Than Richard - Robert Wyatt
- 1975 In Praise of Learning - Henry Cow/Slapp Happy
- 1975 Rubycon - Tangerine Dream
- 1976 Deep Cuts - Strawbs
- 1976 A Day at the Races - Queen
- 1977 White Music - XTC
- 1978 Gene Simmons - Gene Simmons
- 1978 Frenzy - Split Enz

- 1978 Una donna per amico - Lucio Battisti
- 1979 Metal Box - Public Image Ltd.
- 1979 Metro Music - Martha and the Muffins
- 1980 The Flowers of Romance - Public Image Ltd.
- 1980-1981 Strada facendo - Claudio Baglioni
- 1980 Una giornata uggiosa - Lucio Battisti
- 1981 La Folie - The Stranglers
- 1981 English Settlement - XTC
- 1982 All Fall Down - The Sound
- 1982 Mummer - XTC
- 1983 Head First - Uriah Heep
- 1983 Born Again - Black Sabbath
- 1984 The Swing - INXS
- 1985 La vita è adesso - Claudio Baglioni
- 1985 Power Windows - Rush
- 1986 Electric - The Cult
- 1986 Gone to Earth - David Sylvian
- 1987 Wild in the Streets - Helix
- 1987 Hold Your Fire (1987) - Rush
- 1987 All About Eve (album) - All About Eve
- 1987 Once Around the World - It Bites
- 1988 Thunder and Consolation - New Model Army
- 1989 Trash the Planet - Spy vs Spy
- 1991-1992 Wish - The Cure
- 1993 The Ethereal Mirror - Cathederal
- 1994 Grand Prix - Teenage Fanclub
- 1994 Carnival of Light - Ride
- 1994 No Need to Argue - The Cranberries
- 1995 The Bends - Radiohead
- 1995 All Change - Cast - l'ultima band a registrare